# Однофунтовая шоколадно-фиолетовая почтовая марка Ямайки 1956–58 гг.
Однофунтовая шоколадно-фиолетовая почтовая марка Ямайки 1956–58 гг. (англ. Jamaica 1956–58 £1 chocolate and violet) — планировавшаяся к выпуску, но не выпущенная почтовая марка Ямайки.

## Описание
Рисунок марки был идентичен рисунку почтовой марки Ямайки с изображением короля Георга VI, выпущенной в 1949 году, на которой была изображена сцена с рабочими, скручивающими сигары вручную, но изображение в виньетке короля Георга VI было заменено изображением королевы Елизаветы II. Хотя от идеи выпуска марки отказались после её печати и она так и не была выпущена, существует семь экземпляров этой марки. Вместо неё была выпущена почтовая марка номиналом 1 фунт стерлингов с изображением герба Ямайки.
Известны подделки однофунтовой шоколадно-фиолетовой почтовой марки Ямайки с изображением Елизаветы II, отличающиеся от оригинала отсутствием водяного знака.